# Calum Woods
Calum Woods (Liverpool, 5 febbraio 1987) è un ex calciatore scozzese, di ruolo difensore.

## Caratteristiche tecniche
Terzino, può giocare su entrambe le fasce.

## Carriera
Nella stagione 2006-2007 ha giocato 12 partite nella massima serie scozzese con il Dunfermline, squadra in cui continua a giocare in seconda serie fino al 2011. Passato all'Huddersfield Town, ottiene la promozione nella seconda serie inglese al suo primo anno di militanza.

## Palmarès

### Club

#### Competizioni nazionali
- Scottish Championship: 1

Dunfermline: 2010-2011